# Пантелејски вашар
Пантелејски вашар је традиционални вишедаценијски облик народног окупљања, грађана Ниша и околине у порти (дворишту) цркве Светог Пантелејмона у Нишу, у градској општини Пантелеј. Његова основна сврха, некада је била  да  нишлијама и сељацима околних омогући куповину неопходне ствари, у време док нису постојале продавнице у данашњем смислу.

## Време одржавања и значај
Вашар се дешава 8 и 9. августа, на дан великог празника Светог Великомученика Пантелејмона, црквеног празника, који се одувек слави као заштитник овог дела града Ниша.
Како тога дана није дозвољено радити, целом догађању даје се одређена доза озбиљности и друштвене прихваћености. Вашар је толико важан догађај да је као један од већих културних дешања у Србији евидентирана чак и у црквеном календару. Учесници заједнице из околине Ниша и самог града где се дешава вашар се тог дана свечано облаче, а расположење у граду jе свечано.

## Место одржавања и атмосфера
На дан вашара порта или двориште цркве Светог Пантелејмона у Нишу, и околне улице градска општина Пантелеј, већ неколико деценија уназад су резервисане за какофонију звукова и шарених светлосних ефеката, и атмосферу која на вашару више подсећа на сценографију за филм о животу у предграђу у Америци осадмесетих. на којој се сеценијама уназад окупљају све генерације Нишлија и њихових гостију.